# الشابسوغ

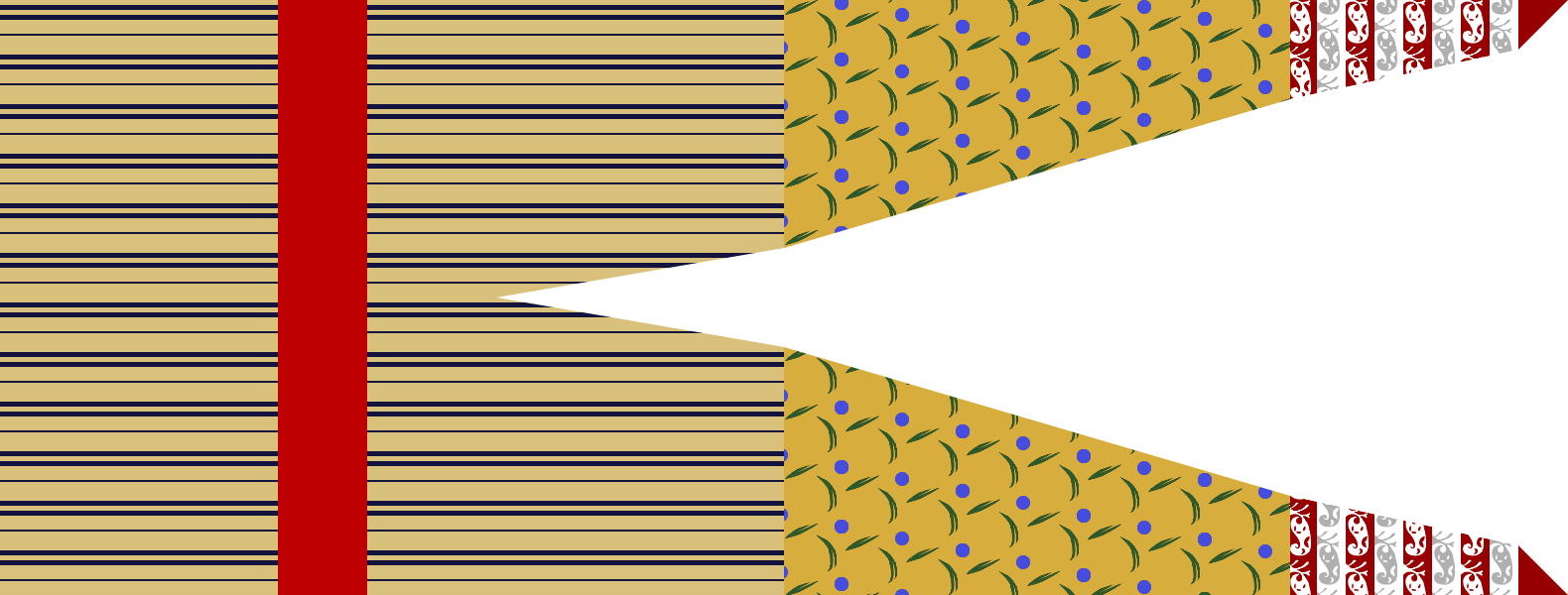
بيرق الشبسوغ

قبيلة الشابسوغ أو الشابسغ (بالتركية: Şapsığlar)‏ هي إحدى قبائل الأديغة/الشركسية الإثنا عشر، تعيش الآن في منطقة توابسي في كراسنودار كراي التابعة لروسيا حاليا ويتكلمون لغة فرعية من الأديغية،  اشتهرت بقوة الفرسان وبدعم القبائل الشركسية الأخرى في الدفاع عن مناطق القبائل الشركسية (منطقة شركيسيا) في وجه هجمات روسيا القيصرية ومحاولات الوصول إلى المياه الدافئة الشركسية على البحر الأسود.

## اسم القبيلة
توجد روايتين عن أصل اسم القبيلة، الرواية الأولى تذكر أن اسم القبيلة مشتق من كلمة«شابا» وتعني: «ناعم» مضافة إلى كلمة «سوغ» وتعني: «الناس»، فيكون معنى اسم القبيلة هو «الناس الناعمين» بأخلاقهم وتعاملهم مع الآخرين، أما الرواية الثانية وهي الأقرب إلى الحقيقة فإن الاسم القديم للقبيلة كان «كاسوغ» أو «كابسوغ» والتي تعني «أهل البحر» ذلك لموقع القبيلة على ساحل البحر الأسود (انظر الخارطة).

## جغرافيا
تعتبر مدينة طوابسة الساحلية على البحر الأسود من كبرى معاقل الشابسوغ ضمن منطقة الشابسوغ الوطنية، وتمتد مناطقها من منطقة جنوب كراسنودار (حالياً) شمالاً وحتى مناطق قبيلة الوبخ جنوباً التي عاصمتها مدينة صاخا وسماها المحتل الروسي: سوتشي، وقد استضافت قبيلة الشابسوغ المقاومة الشركسية إخوتهم الناتخواج الذين تمتد مناطقهم من شمال مدينة طوابسة الساحلية على البحر الأسود وحتى مدينة أنابا الساحلية أيضاً على نفس البحر، والذين كان قربهم من مناطق التماس من أهم العوامل في انكسار القبيلة بعد حروب ضارية مع القوات القيصرية الروسية.

## اجتماعيا
وهي تعد من القبائل الديموقراطية الشركسية هي بالإضافة إلى ثمانية قبائل أخرى، من أصل أثنا عشرة قبيلة، والتي لا تحتوي نظام الإقطاع وبتحكم الأمراء بالسلطة، حيث تحتوي هذه القبيلة على عدد قليل من العائلات النبيلة، وغالبية ساحقة من الأحرار، وليس للعائلات النبيلة أي دور سياسي، حيث أن قبيلة الشابسوغ تحتوي أفخاذها على مجالس لكبار الأفخاذ العشائر، والتي يطلق عليها تحمادة كاسة، والتي تقوم مقام الجهة المخولة بإعلان الحروب أو وقفها، وتتخذ القرارات بالإجماع، وتعتبر قراراتها سارية على جميع أبناء هذه العشائر.

## الحرب الروسية الشركسية
تعتبر الشابسوغ من القبائل الكبيرة إن لم تكن أكبرها قبل الحرب الروسية-الشركسية الضروس التي بدأت في عام 1762م واستمرت حوالي مئة عام حتى انكسار المقاومة الشركسية بتاريخ 1864م، حيث تم إحصاء عدد قبيلة الشابسوغ للأعوام التي سبقت اندلاع هذه الحملة القيصرية البربرية تجاه الشراكسة بما يقارب 200,000 - 350,000 شخص، وبقيت هذه القبيلة بالإضافة إلى قبيلتي الناتخواج والأبزاخ من أواخر القبائل التي حافظت على كيانها ومنعتها، وبعد انكسارها جميعاً تم إعلان انكسار المقاومة الشركسية في عام 1864م.

## الإبادة المنظمة الشركس
تعرضت هذه القبيلة والقبائل الشركسية الغربية الأخرى إلى عملية همجية للإبادة المنظمة والتطهير العرقي من قبل قوات الاحتلال الروسية القيصرية عن طريق الإعدام المنظم، وحرق القرى بشكل كامل، وتم اضطهادها دينياً من خلال وضع شروط للشراكسة للسكن في أماكن يقررها المحتلون، أو بالهجرة إلى الدولة العثمانية،  حيث آثر غالبية أفراد القبيلة الهجرة إلى أراضي المسلمين وعدم التنصر أو السُكنى في أماكن حددها لهم المحتلون الروس.
نقص تعداد القبيلة لأقل من 3000 بقوا في أراضيهم على الساحل الشركسي على البحر الأسود، من أصل تعدادهم الذي تراوح بين 200,000 و 350,000 نسمة، وكذلك باقي القبائل الشركسية/الأديغية، وهاجر 90% من الشركس فأصبح عدد السكان الأصليين في مناطق الشراكسة في الداخل الروسي أقل بكثير من الخارج، وبالتالي أصبح أهل القفقاس الأصليين أقلية في وطنهم الأم.

## أماكن تواجدهم حاليا
يتواجد غالبية أفراد قبيلة الشابسوغ في خارج موطنها السابق في شركيسيا التاريخية، ويتواجد أفرادها في بلاد الشتات في تركيا، الأردن (عمان، ناعور، مرج الحمام، وادي السير)، منطقة طبريا / شمال فلسطين قبل احتلالها ومازالوا فيها بعد الاحتلال / قرية كفر كما، سوريا، لبنان (طرابلس، وقرية برقايل عكار) وأيضا جبل لبنان، ومنهم من هاجر إلى مصر، كما يتواجدون في الولايات المتحدة الأميركية، ودول الاتحاد الأوروبي (ألمانيا، وهولندا بشكل خاص).

### في المملكة الأردنية
أول من دخل المناطق التي تشكل الآن المملكة الأردنية الهاشمية هم من قبيلة الشابسوغ الشراكسة وكان ذلك بتاريخ 1872م، وأعادوا إحياء مدينة عمان التي عانت من الإهمال نتيجة لتعرضها للعديد من الزلازل،  ولحقهم بعد ذلك وبشكل متتابع إخوتهم الشراكسة من قبائل القبرداي، والبجدوغ، والأبزاخ، الذين شكلوا مع من تبقى من قبائل الشراكسة/الأديغة مناطق شركيسيا التاريخية.
يوجد في مدينة عمان حي باسمهم هو حي الشابسوغ.

## ديانتهم
الشابسوغ مثل أخوتهم الشراكسة (الأديغة) كلهم مسلمون سنة،  ويتبعون المذهب الحنفي، مذهب الإمام أبو حنيفة النعمان.

## حقوق الإنسان
تعمل العديد من الجهات المستقلة والتي تعنى بحقوق الإنسان، وببيان المجازر التي حدثت في القرنين الماضين وتوصلت بأن الشعوب الشركسية/الأديغية عاشت مجازر سكانية بشعة، فقل عدد سكانها بشكل كبير، وأصبحت قراها قبوراً لسكانها، بالإضافة إلى أن البحر الأسود قد استقبل مئات الآلاف من الجثث التي قُتلت ونُكل بها، أو لإصابة الشراكسة بالأمراض القاتلة أثناء رحلة الهجرة الشركسية.

## ذكرى إبادة 1864م
يحترم الشراكسة ذكرى تاريخ 1864م، ويعتبرونه عاماً للحزن على انكسار المقاومة الشركسية، وعاماً سطرت فيه القبائل القفقاسية البطولة والفداء دفاعاً عن عقيدتها ودينها. ويُقيم جميع الشراكسة حول العالم بشهر أيار/مايو من كل عام يوماً يُدعى «الشوغه مافه» أو يوم الحداد الشركسي، لذكر مآثر الأبطال، والحزن على ضحايا عدوان روسيا القيصرية، ومقتل مئات الآلاف خلال الهجرات المتلاحقة نتيجة للإصابة بالأمراض والإجهاد.